# Simbolismo ebraico

Stella di David

La parola ebraica per simbolo è ot, che nel primo giudaismo denotava non solo un segno ma anche una rappresentazione religiosa visibile della relazione tra Dio e l'uomo.
 Ecco alcuni simboli dell'ebraismo:
Shabbat:

Magen David Adom

Bandiera di Israele

Menorah

Stemma di Israele

Lo Shabbat, secondo Ezechiele 20:12 è il segno di Dio ("ot") tra Lui e il Suo popolo. Si afferma: "Diedi loro anche i miei sabati come un segno fra me e loro, perché sapessero che sono io, il Signore, che li santifico". Lo Shabbat è stato istituito il settimo giorno della Creazione per tutta l'umanità, e Dio ha fatto tre cose per darcene un esempio in Genesi 2:1-3 – 1) Si è riposato da tutto il lavoro 2) Ha benedetto lo Shabbat, e 3) Dio ha santificato il settimo giorno, il che significa che lo ha distinto e separato per il solo uso santo. I dieci comandamenti in Esodo 20:8-12 spiegano inoltre che, "sei giorni faticherai e farai ogni tuo lavoro; ma il settimo giorno è il sabato in onore del Signore, tuo Dio: tu non farai alcun lavoro".

## Il Tabernacolo ed i sacrifici
Secondo la Bibbia ebraica, mentre gli Israeliti vivevano nel Sinai per quaranta anni, costruirono una Tabernacolo (in ebraico משכן‎? traslitt.: mishkan, "Luogo di [divina] dimora"); questo venne reputata come la dimora della Shekhinah (la presenza di Yahweh) sulla Terra, e il luogo dove i sacerdoti potevano servire Dio in nome della nazione di Israele.

## I sacerdoti
Il sacerdote ebraico è il Kohen; i Kohanim (plurale) mediavano tra Dio e l'uomo offrendo sacrifici ed eseguendo altri rituali nel Tempio. I capo dei sacerdoti si chiamava Kohen Gadol, il "Sommo Sacerdote".
I paramenti del sommo sacerdote venivano interpretati in tre modi. La spiegazione fornita da Filone d'Alessandria è la seguente ("Vita Mosis," iii, 209): la sua veste superiore era il simbolo dell'Avir (essenza dell'etere, mentre i fiori rappresentavano la terra, i melograni tipizzavano l'acqua corrente, e le campane denotavano la musica dell'acqua. L'efod corrispondeva al cielo, e le pietre su entrambe le spalle ai due emisferi, uno sopra e l'altro sotto la terra. I sei nomi su ciascuna delle pietre erano i sei segni dello zodiaco, che erano denotati anche dai dodici nomi sulla corazza. La mitra era il segno della corona, che esaltava il sommo sacerdote al di sopra tutti i re della terra.
La spiegazione di Flavio Giuseppe è la seguente: Il camice era il simbolo della terra, l'indumento superiore simboleggiava il cielo, mentre le campane ed i melograni rappresentavano tuoni e fulmini. L'efod caratterizzava i quattro elementi, e l'oro intrecciato denotava la gloria di Dio. La corazza era al centro dell'efod, come la terra formava il centro dell'universo, il cintura simboleggiava l'oceano, le pietre sulle spalle il sole e la luna, e gioielli della corazza i dodici segni lo zodiaco, mentre la mitra era un simbolo del cielo.
Il Talmud gerosolimitano e il Midrash Leviticus Rabbah (x.) espongono la seguente interpretazione: la veste simboleggiava l'espiazione per omicidio o per il peccato dell'indossare indumenti misti, e la sottoveste tipificava l'espiazione per impudicizia. La mitra denotava espiazione per superbia, e la cintura espiava furto o inganno. Il pettor
Il numero tre era il simbolo di santità e amore. Il Santo dei Santi occupava un terzo del Tempio, e il Luogo Santo due terzi. Gli arazzi erano dieci volte tre ulne di lunghezza, e c'erano tre vasi ciascuno per l'altare degli olocausti, l'altare dell'incenso, e l'Arca. Il candeliere due volte aveva per due volte tre bracci (oltre al manico, che sorreggeva anch'esso una lampada), e ciascun braccio aveva tre pomelli. La benedizione del sacerdote consisteva in tre sezioni, e nell'invocazione di Dio, la parola "santo" veniva ripetuta tre volte.
Il simbolismo del numero quattro è basato sulla contemplazione del quaternità come si trova nell'universo, che includeva sia il cielo che la terra. Il numero 4 connotava il cielo come Trono di Dio.
Il Santo dei Santi era in forma di cubo, ed il Luogo Santo era un doppio cubo in lunghezza. Tutti i vasi del Tempio di Gerusalemme (tranne il candelabro) erano rettangolari. Secondo Ezechiele 1:26-28, il numero quattro simboleggia la rivelazione divina, mentre nell'interpretazione di Filone di Alessandria è il numero della completa armonia.
Il numero cinque caratterizzava il semi-completamento. Le dimensioni del velo del Santo dei Santi erano quattro cubiti per cinque, l'altare nella corte copriva una superficie di cinque cubiti quadrati, e c'erano cinque pilastri all'ingresso del Tabernacolo.
Il numero sei simbolizza l'imperfezione.
Il numero sette era il simbolo generico per tutte le associazioni con Dio, ed era il numero religioso favorito dell'Ebraismo, rappresentando l'alleanza di santità e santificazione, e anche tutto ciò che fosse santo e santificante in intento. Il candelabro aveva sette lampade, e gli atti di espiazione e purificazione venivano accompagnati da aspersioni eseguite sette volte. L'istituzione dello Shabbat, dell'anno sabbatico (shmita), e dell'anno del giubileo erano tutti basati sul numero sette, come i periodi di purificazione e di lutto.
Il numero 7 è il numero divino di completamento.
Il numero otto simboleggia un nuovo inizio. Secondo la Kabbalah nello Zohar il numero otto indica questo perché l'ottavo giorno era il primo giorno dopo la Creazione, quando Dio è tornato al lavoro – la settimana è iniziata nuovamente.
Il numero dieci simboleggia l'assoluta completezza. La corte del Tabernacolo era dieci volte lunga dieci cubiti, e cinque volte ampia dieci cubiti, e nel Santo dei Santi venivano conservati i Dieci Comandamenti.
Il numero dodici, essendo il prodotto di tre e quattro, caratterizzava l'unione del popolo con Dio. Sul tavolo c'erano dodici pani dell'offerta, e il pettorale del sacerdote conteneva dodici pietre preziose come emblemi delle dodici tribù di Israele, che si accampavano intorno al Santuario.
Il numero tredici simbolizza i principi di fede e della misericordia di Dio.
Il numero diciotto viene considerato significativo perché la parola ebraica corrispondente a "vita", che ha un valore numerico di 18.
Il numero ventisei simbolizza il Nome di Dio.

## Metalli e minerali

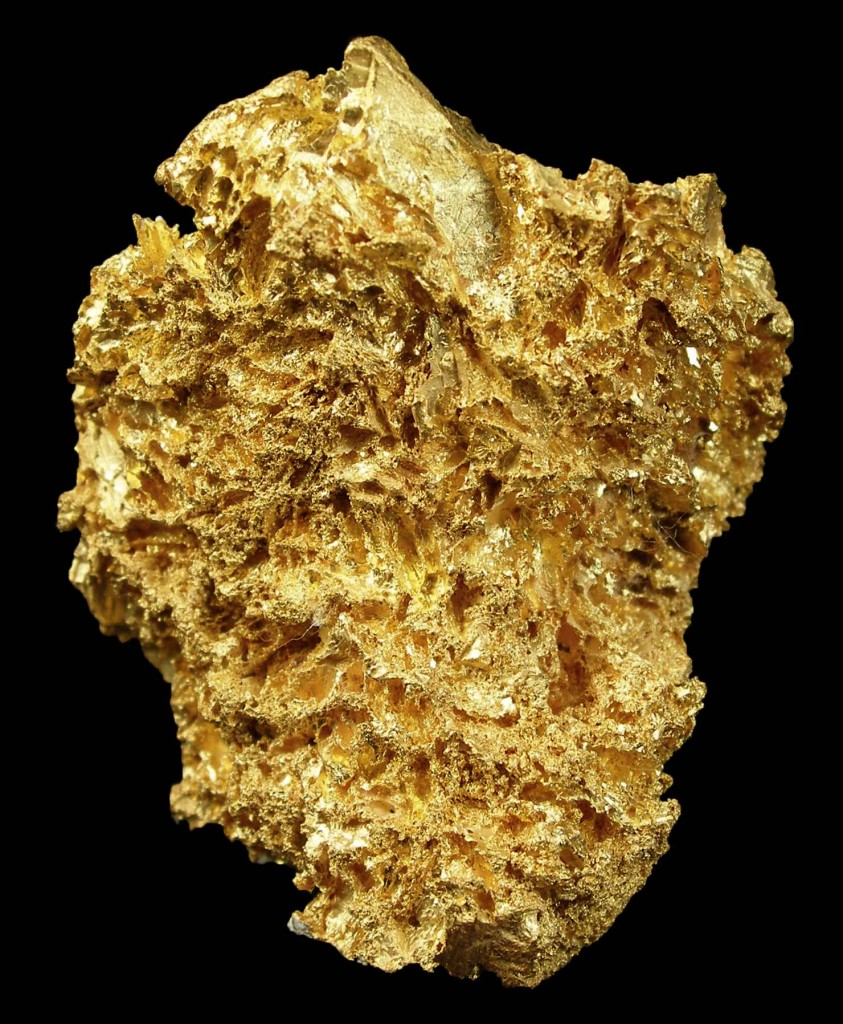
Cristalli d'oro

L'oro era il simbolo della luce divina o celestiale, la gloria di Dio. L'argento era l'emblema dell'innocenza morale e della santità. L'ottone simbolizzava la durezza, la forza e la fermezza. L'ottone era un sostituto dell'oro, e il ferro dell'argento.
Il sale era dichiarato necessario in ogni offerta di pasto, e prendeva il posto del sangue nei sacrifici di animali. Nel Talmud, il sale caratterizza la Torah, poiché, dato che il mondo non può esistere senza sale, così non può durare senza la Torah.

## Colori
Gli israeliti usavano un colorante indaco chiamato tekhelet: questo colorante era probabilmente fatto da lumache di mare murex trunculus. Tale colorante era molto importante sia per le culture ebraiche che per quelle non ebraiche di questo periodo, ed era utilizzato dalla casa reale e dalle classi superiori nella tintura dei propri vestiti, lenzuola, tende, ecc. Il colorante è noto come (porpora | porpora di Tiro).
Nella Torah agli Israeliti è comandato di tingere uno dei fili dei loro tallit (scialli di preghiera) con il tekhelet: allora quando guarderanno questo colorante penseranno al blu del cielo e a Dio sopra di loro in Paradiso. Il tekhelet corrisponde al colore della rivelazione divina (Midrash Rabbah Numeri xv). Il "blu" nell'Ebraismo ha quindi sempre avuto un significato importante in tutta la storia della cultura ebraica fino ad oggi. Il blu è stato anche associato ai dieci comandamenti. Quando Mosè e gli anziani salirono sul monte Sinai, videro Dio in piedi su un ripiano di zaffiro (blu) e le tavole della Legge erano fatte di quella pietra (cioè zaffiro), e quindi il blu sulle vesti doveva essere un ricordo permanente della Legge di Dio.
"Argaman" era il simbolo della potenza e della gloria, cosicché Alessandro I Bala ammantò Gionatan di porpora, usata specialmente per designare la dignità reale.
"Tola'at" e "shani" ("scarlatto", "cremisi") simbolizzavano il sangue e quindi caratterizzavano frequentemente la vita, sebbene questo colore spesso denotasse il peccato, ma anche la gioia e la felicità.
La purificazione dal peccato era spesso rappresentata dalla porpora.
"Shesh" (bianco) era il simbolo della purezza fisica ed intellettuale, essendo il vero colore della luce, senza nessuna modifica. Il bianco simbolizza anche la morte, ma in certi casi può simbolizzare la vita.

## Festività

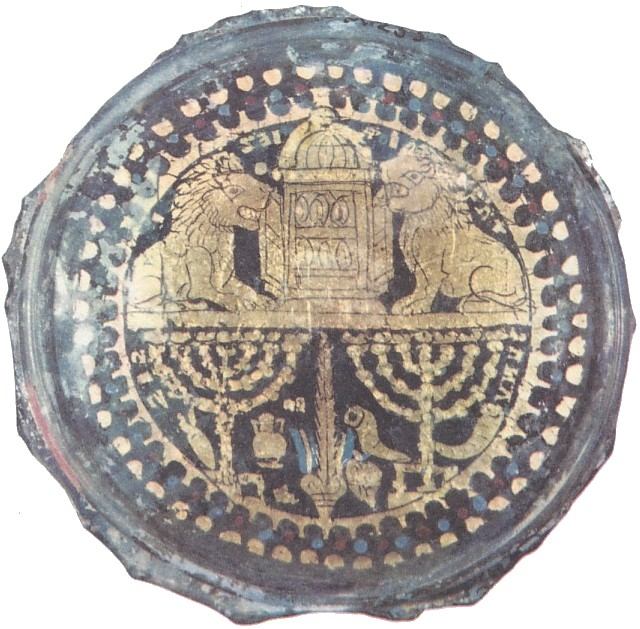
Oggetti rituali ebraici rappresentati su un calice d'oro rinvenuto a Roma (II secolo e.v.)

La Torah delinea tre festival di pellegrinaggi: Pesach, Shavuot ("Festa delle settimane") e Sukkot (Tabernacoli). Ognuna di queste era collegata al ciclo agricolo degli Israeliti, e aveva anche un simbolismo teologico.
Pesach celebrava la rinascita della natura, e simbolizzava l'origine del popolo ebraico.
Il consumo di erbe amare simboleggiava le miserie della cattività d'Egitto. La sera si bevevano quattro bicchieri di vino, a simboleggiare i quattro regni terreni. La gente che consumava la cena pasquale stava reclinata, nello stile dei ricchi aristocratici liberi, per rappresentare la loro liberazione dalla schiavitù.
Il Giorno dell'Espiazione (Yom Kippur) era considerato il giorno più santo di tutto l'anno, e rappresentava il simbolo della completa espiazione da parte del popolo e la loro assoluzione dai peccati commessi contro Dio.

## Visioni simboliche dei profeti
Geremia ebbe la visione di un mandorlo quale segno del rapido compimento della parola di Dio.
Amos vide un cesto di frutta estiva, quale simbolo dell'appropinquarsi della fine di Israele.
Achia di Silo strappò il mantello di Geroboamo in dodici pezzi, a simboleggiare la divisione del regno di Israele, e Sedecia si fece delle corna di ferro per incoraggiare Acab a far guerra a Ramot di Galaad. Re Ioas, comandato dal profeta Eliseo, tirò delle frecce dalla finestra verso oriente per simboleggiare la distruzione dei suoi nemici.
Isaia camminò nudo e a piedi scalzi per mostrare come gli egizi e gli etiopi sarebbero stati trattati quando presi prigionieri dagli assiri, mentre Geremia portò un giogo sul collo per indurre le nazioni a sottomettersi al Re di Assiria.
A Ezechiele venne comandato di iscrivere i nomi di certe tribù su pezzi di legno, per mostrare che Dio avrebbe riunito tali tribù.

## La Stella di David

Forma semplificata del Sigillo di Salomone

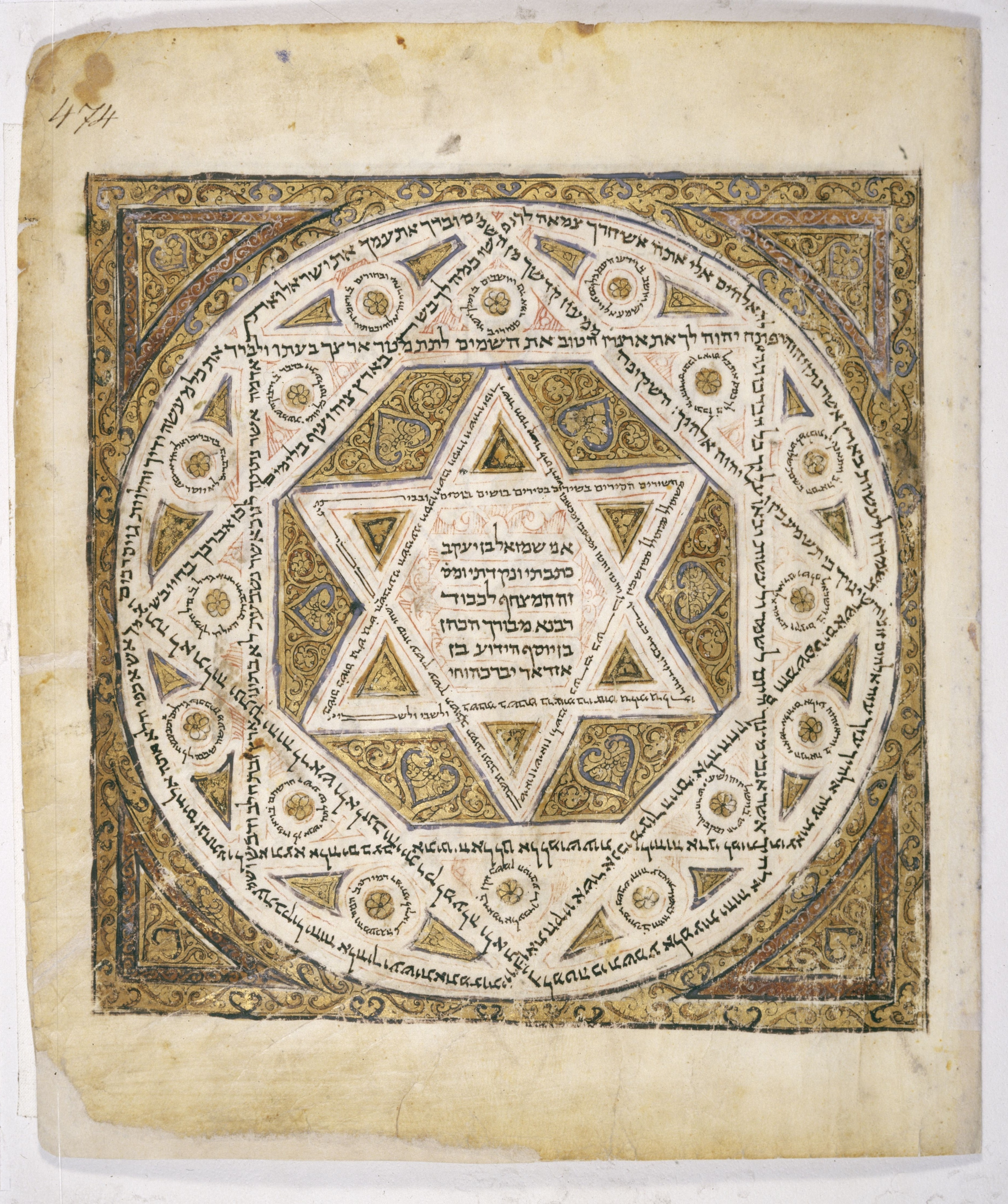
La Stella di David nella più antica copia del testo masoretico: il Codex Leningradensis, datato al 1008

La Stella di David è universalmente accettata come simbolo del popolo ebraico ed è stata identificata con gli ebrei e quindi usata come simbolo dell'Ebraismo, sia come religione sia come popolo nel suo complesso.
La tradizione ebraica collega il simbolo al "Sigillo di Salomone", l'anello col sigillo magico usato da Re Salomone per controllare demoni e spiriti. La tradizione ebraica collega il simbolo anche a uno scudo magico di proprietà di Re Davide che lo proteggeva dai nemici. Dopo emancipazione ebraica a seguito della Rivoluzione francese, le comunità ebraiche scelsero la Stella di Davide come loro simbolo. La stella si trova ora sulla Bandiera di Israele.

## Sulle lapidi
Alcuni temi comuni appaiono su molte lapidi tombali ebraiche. Due mani con le dita spiegate indicano che il defunto discendeva da stirpe sacerdotale: l'antico Kohen infatti benediceva il popolo in questo modo, e una brocca veniva scolpita sulle lapidi dei Leviti come emblema di coloro che lavavano le mani del sacerdote, prima che pronunciasse detta benedizione.
Alcune lapidi mostrano un albero con rami spiegati o spezzati, che simboleggiano rispettivamente la morte di un giovane o di un vecchio; oppure riportano un grappolo d'uva come emblema di Israele. Anche la Stella di David (Magen David) ricorre frequentemente.
A volte le figure simboleggiavano il nome del defunto, come la figura di un leone per il nome "Loeb", o un lupo per "Benjamin", e una rosa per il nome "Bluma/Blume".

## Influenza sui simboli cristiani
L'influenza dell'Ebraismo sul simbolismo e la simbologia cristiana risulta evidente già nel II e III secolo e.v., sia nella pittura che nella scultura: i motivi più frequenti sono quelli che si verificano nella Mishnah come formule di preghiera nei giorni di digiuno. La preghiera che inizia con le parole "Mi she-'anah", che fu inclusa nella selichah sin dai primi tempi, è stata adottata nel rituale cristiano come litania "Libera domine". Questa litania è stata utilizzata figurativamente in una certa sequenza come simbolo, poiché il sacrificio di Isacco veniva considerato dai cristiani come un simbolo della crocifissione di Gesù, dal momento che la Chiesa primitiva riteneva Isacco il prototipo di Gesù, e l'atto di sacrificio rappresentava la morte in croce.
Abramo viene rappresentato come il simbolo della forza della fede e Isacco come il redentore sacrificato. L'ascensione di Elia si credeva caratterizzasse l'ascensione di Gesù, che era considerato dalla simbologia cristiana come un analogo di Elia, sebbene questa ascensione fosse interpretata anche come una sorta di generale risurrezione dai morti. Giobbe seduto tra le ceneri era il simbolo della pazienza e della forza di resistenza della carne; Azaria, Anania e Misaele nella fornace ardente (Daniele 1:6-7) caratterizzano la costanza nella persecuzione e la fede nell'aiuto di Dio. I sarcofagi cristiani contenevano rappresentazioni artistiche della caduta dell'uomo, di Noè e dell'arca, scene della vita di Mosè in tre varianti, Giosuè, Davide e Daniele.

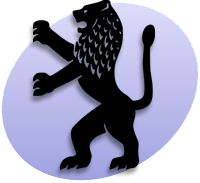
Il Leone di Gerusalemme

## La Terra di Sion
Sion è il termine biblico che si riferisce a Gerusalemme - Sion è proprio il monte su cui sorge il nucleo originario della città - ed è l'origine del termine moderno "Sionismo".

## Leoni di Giuda
Il Tanakh paragona le tribù di Giuda e Dan ai leoni:
"Un giovane leone è Giuda." (Genesi 49:9)